# Aseraggodes haackeanus
Aseraggodes haackeanus és un peix teleosti de la família dels soleids i de l'ordre dels pleuronectiformes que es troba a les costes del sud d'Austràlia.